# 블랑슈 가르댕

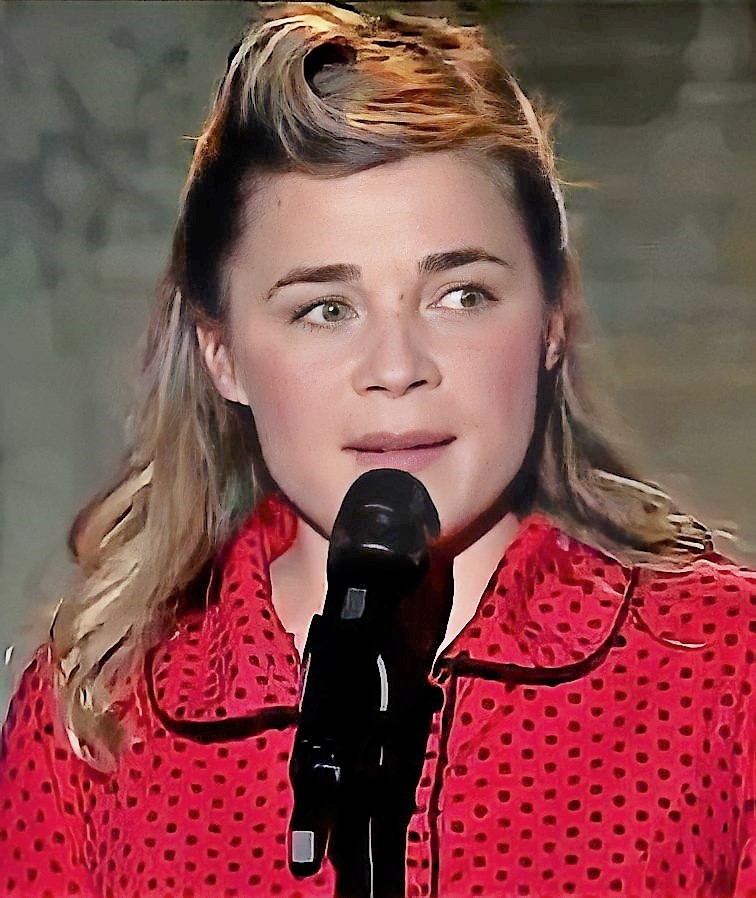
블랑슈 가르댕 (2018년)

블랑슈 가르댕(Blanche Gardin, 1977년 4월 3일 ~ )은 프랑스의 배우, 희극 배우, 각본가이다. 쉬렌에서 태어났다.

## 영화
- 포 러버즈 (2010년)
- 로우 코스트 (2011년)
- 전쟁의 선언 (2011년)
- 서른아홉, 열아홉 (2013년)
- 타마라 (2015년)
- 더 드림 팀 (2016년)
- 어답트 어 위도워 (2016년)
- 프로블레모스 (2017년)
- #아이엠히어 (2019년)
- 딜리트 히스토리 (2020년)
- 프랑스 (2021년)